# Павличенко, Дмитрий Валерьевич
Дмитрий Валерьевич Павличенко (род. в 1966, Витебск) — белорусский военный деятель, полковник, командир бригады специального назначения внутренних войск МВД (до 6 октября 2008 года). Входит в «Чёрный список ЕС», список специально обозначенных граждан и заблокированных лиц США.

## Биография
После 8-го класса средней школы поступил в Минское суворовское военное училище. В 1983 году стал курсантом Минского высшего военно-политического общевойскового училища. Служил на различных офицерских должностях в Вооружённых Силах СССР.
В 1991 году после распада Советского Союза его уволили из армии по сокращению. Он устроился на деревообрабатывающее предприятие. Работал тренером по рукопашному бою и спортивной гимнастике в детско-юношеском спортивном клубе. В 1994 году зачислен в спецбатальон внутренних войск МВД Беларуси командиром специального взвода. Вскоре его назначили командиром роты. 30 июня 1995 года прошёл квалификационные испытания на право ношения крапового берета. Был избран председателем Совета краповых беретов Внутренних войск. Проходил службу в Главном управлении внутренних войск МВД Беларуси в должности начальника Службы подготовки спецназа. В 2000 году назначен командиром 3-й отдельной Краснознамённой бригады специального назначения Внутренних войск МВД Беларуси (в/ч 3214, Уручье, Минск).
Подозревается в принадлежности и руководстве так называемым «Эскадроном смерти», созданным в 1997 году по приказу Виктора Шеймана. Его подозревают в организации убийств «воров в законе» Щавлика (настоящее имя Владимир Клещ; исчез 10 декабря 1997 года) и Мамонтёнка (Сергей Коваленко), бывшего министра внутренних дел Беларуси Юрия Захаренко (исчез 7 мая 1999 года), вице-спикера Верховного Совета Виктора Гончара и бизнесмена Анатолия Красовского (пропал 16 сентября 1999 года), журналиста Дмитрия Завадского (пропал 7 июля 2000 года) и главы белорусского отделения РНЕ Глеба Самойлова (убит 5 августа 2000 года в подъезде собственного дома).
23 ноября 2000 года был арестован по приказу главы КГБ Владимира Мацкевича по подозрению в организации убийств, но освобождён по приказу Александра Лукашенко, а 27 ноября 2000 года были уволены Владимир Мацкевич и генеральный прокурор Олег Бажелко. Выйдя из следственного изолятора, Павличенко заявил тележурналистам, что «готов выполнить любое распоряжение президента».
Участвовал в разгоне митингов и митингов оппозиции. В 2004 году был включён в «Чёрный список ЕС», в 2006 — в список специально обозначенных граждан и заблокированных лиц США.
6 октября 2008 года освобождён от должности командира 3-й отдельной Краснознамённой бригады специального назначения и переведён в управление внутренними войсками. Новым командиром части 3214 назначен полковник милиции Юрий Караев, который с конца июля 2008 года командовал полком особого назначения (бывший ОМОН) ГУВД Мингорисполкома. Причины отставки Павличенко не названы.
13 октября 2008 года на встрече министров иностранных дел стран ЕС в Люксембурге на полгода приостановлен запрет на въезд в ЕС президента Беларуси Александра Лукашенко и некоторых его приближённых. Санкции в отношении бывшего командира 3-й отдельной Краснознамённой бригады специального назначения Павличенко остались в силе.
В конце октября 2008 года назначен заместителем командира Корпуса охраны общественного порядка Внутренних войск МВД по боевой подготовке. Распоряжение о назначении Павличенко на новую должность подписал министр внутренних дел Владимир Наумов. Новая должность формально выше командира бригады. В новые обязанности Дмитрия Павличенко входит организация подготовки подразделений милиции к военной службе и воспитательная работа с личным составом. Он подчиняется командиру корпуса полковнику Василию Алексеенко.
В марте 2009 года Павличенко был уволен с военной службы по болезни.
В декабре 2019 года «Deutsche Welle» опубликовала документальный фильм, в котором бывший сотрудник спецподразделения МВД Беларуси Юрий Гаравский подтвердил, что именно его подразделение задержало, увезло Юрия Захаренко, Виктора Гончара, Анатолия Красовского и непосредственно Павличенко застрелил их.
В августе 2020 года был замечен командующим отрядом ОМОНа на акциях протеста против фальсификаций выборов.
В июне 2022 года попал под санкции Канады. Также находится в санкционных списках Великобритании и Швейцарии.

## Награды
Награждён орденами «За личное мужество», «За службу Родине» третьей степени.

## Семья
Был женат трижды. Первая жена уехала за границу, проживает в Канаде. У Павличенко есть взрослая дочь от первого брака. Однако с отцом она почти не контактирует. Вторая жена работала фельдшером в в/ч 3214. От этого брака у полковника есть сын Артём, которому около 17-18 лет. Третья жена Павличенко — выпускница БГЭУ Ирина, работавшая в Белорусской ассоциации ветеранов специальной награды МВД «Честь». У Павличенко есть ещё одна дочь.